# Arnaud Nourry
Pour les articles homonymes, voir Nourry.
Arnaud Nourry, né le 7 janvier 1961 à Paris 8e, est un dirigeant d'entreprise français, PDG d'Hachette Livre de 2003 à 2021 et de Lagardère Publishing.

## Biographie

### Famille et formation
Fils d'un ingénieur et d'une libraire, Arnaud Nourry est titulaire d'un DEA de sociologie des organisations obtenu à l'université Paris-Dauphine, et diplômé d'ESCP Europe.

### Carrière
Débutant en 1986 comme ingénieur-conseil à la Société d'informatique et de systèmes, filiale de la Compagnie bancaire, il est ensuite consultant à Mensia Conseil de 1988 à 1990. 
En 1990, il entre dans le groupe Hachette Livre comme chargé de mission auprès du président, et en devient directeur financier adjoint en 1994, chargé du rachat du groupe Hatier. Cette acquisition menée à bien en 1996, il est nommé secrétaire général de cette nouvelle filiale en 1997, puis directeur général adjoint en 1999 et directeur général en 2001. 
Il retrouve la maison mère en mai 2003, nommé PDG d'Hachette Livre par Arnaud Lagardère, en remplacement de Jean-Louis Lisimachio, démissionnaire. Il accompagne alors, l'année suivante, l'intégration des 40 % des actifs d'Editis qui font d'Hachette Livre le premier éditeur français. Il poursuit ensuite l'expansion d'Hachette par le rachat du britannique Hodder Headline et de Time Warner Books renommé Hachette Book Group USA, faisant de son groupe le numéro 2 mondial en 2007 derrière Pearson.
En 2008, il négocie le rachat à Albert Uderzo et Anne Goscinny, de la société Albert René, éditeur des bandes dessinées d'Astérix.
Le 29 mars 2021, il est démis de ses fonctions par Arnaud Lagardère et quitte le groupe Hachette Livre. Aux directeurs de ses maisons d'éditions, il ne motive pas les raisons de son départ. Les mois précédents, Arnaud Nourry s'était opposé à tout éventuel démantèlement du groupe ou à un rapprochement avec son concurrent Editis, dont la maison mère, Vivendi, est détenue par Vincent Bolloré, en pleine bataille pour l'actionnariat de Lagardère.
En 2024, Arnaud Nourry réintègre le milieu de l'édition en lançant un groupe indépendant, Les Nouveaux Editeurs.
Il est également depuis 2014 président d'ESCP Europe Alumni, l'association des diplômés d'ESCP Europe.

### Distinctions
- Chevalier de la Légion d'honneur (2013)
- Chevalier de l'ordre national du Mérite